# Al Harrington
Pour les articles homonymes, voir Al Harrington (acteur) et Harrington.
Albert (Al) Harrington, né le 17 février 1980 à Orange (New Jersey), est un joueur américain de basket-ball évoluant au poste d'ailier fort.

## Biographie

### Carrière professionnelle

#### Pacers de l'Indiana (1998-2004)
Le 24 juin 1998, à 18 ans, sorti du lycée sans passer par le système universitaire, Harrington est sélectionné par les Pacers de l'Indiana en 25e position de la draft 1998 de la NBA.
Il passe six saisons avec les Pacers, principalement dans un rôle de remplaçant. Harrington a vraiment commencé, et a passé six saisons avec eux, principalement hors du banc. Harrington a vraiment commencé à se montrer pendant la saison 2001-2002, au cours de laquelle il a des moyennes de 13,1 points et 6,3 rebonds par match, mais sa saison se termine dans un match contre les Celtics de Boston après avoir subi une blessure au genou qui l'oblige à rater les 38 derniers matchs de la saison.
Il fait son retour au cours de la saison 2002-2003, devenant le seul Pacer à jouer dans les 82 matchs cette année-là. Il a des moyennes de 12,2 points et 6,0 rebonds par match tout en étant titularisé sur 37 matchs.
La saison suivante, en 2003-2004, il augmente légèrement ses moyennes à 13,3 points et 6,4 rebonds par match, et termine deuxième des votes pour le prix du meilleur sixième homme de l'année de la NBA. Il fait partie intégrante de la première participation des Pacers à la finale de la Conférence de l'Est depuis 2000.

#### Hawks d'Atlanta (2004-2006)
Le 15 juillet 2004, Harrington est échangé aux Hawks d'Atlanta en échange de Stephen Jackson. Harrington devient titulaire et l'un des meilleurs éléments offensifs, mais les Hawks ne réussissent pas aussi bien que les Pacers après son départ.

#### Retour aux Pacers de l'Indiana (2006-Jan.2007)
Le 22 août 2006, Harrington et John Edwards (en) sont échangés par les Hawks d'Atlanta aux Pacers de l'Indiana en d'un premier tour de draft 2007. En 2006-2007, Harrington porte le numéro 32 parce que son premier choix, le 3, est pris par son coéquipier Šarūnas Jasikevičius (disant que cela signifie "numéro trois, et c'est ma deuxième fois").

#### Warriors de Golden State (Jan.2007-2008)
Le 17 janvier 2007, Harrington est échangé aux Warriors de Golden State, avec Stephen Jackson, Šarūnas Jasikevičius et Josh Powell contre Troy Murphy, Mike Dunleavy, Ike Diogu et Keith McLeod. Son coach Don Nelson le fait jouer pivot.

#### Knicks de New York (2008-2010)

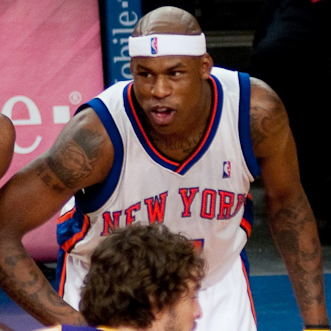
Al Harrington en février 2009.

Le 21 novembre 2008, Harrington est envoyé aux Knicks de New York en échange de Jamal Crawford,.
Au cours de ses deux saisons avec les Knicks, il joue le meilleur basket de sa carrière, mais n'accède pas aux playoffs NBA à la fin de ces deux saisons. En 140 matchs (66 titularisations), il a des moyennes de 19,2 points, 5,9 rebonds, 1,4 passe décisive et 1,0 interception en 32,7 minutes par match.
Le 1er juillet 2010, il devient agent libre.

#### Nuggets de Denver (2010-2012)
Le 15 juillet 2010, Harrington signe un nouveau contrat avec les Nuggets de Denver.
Durant la pré-saison 2010, il se blesse au pied gauche.
Au cours de la saison 2010-2011, il a des moyennes de 10,5 points, 4,5 rebonds et 1,4 passe décisive en 22,8 minutes par match. Les Nuggets terminent la saison avec un bilan de 50 victoires et 32 défaites, cinquième meilleur bilan de la Conférence Ouest et deuxième dans la division Nord-Ouest. Toutefois, le Thunder d'Oklahoma City élimine les Nuggets en cinq matchs au premier tour des playoffs NBA 2011.
En avril 2012, il souffre d'une déchirure du ménisque.

#### Magic d'Orlando (2012-2013)
Le 10 août 2012, Harrington est envoyé au Magic d'Orlando dans un échange à quatre équipes qui a envoyé notamment Dwight Howard aux Lakers de Los Angeles. Opéré du genou durant l'été, il manque la majeure partie de la saison 2012-2013,. Le 26 février 2013, il dispute son premier match de la saison dans un déplacement chez les 76ers de Philadelphie, durant lequel il marque 9 points en 12 minutes. Il ne joué que 10 matchs avec le Magic en 2012-2013, avec des moyennes de 5,1 points, 2,7 rebonds et 1,0 passe décisive en 11,7 minutes par match. Le Magic termine la saison avec un bilan de 20 victoires et 62 défaites, le pire bilan de la NBA.
Le 2 août 2013, Harrington est coupé par le Magic et libre de s'engager dans l'équipe de son choix.

#### Wizards de Washington (2013-2014)

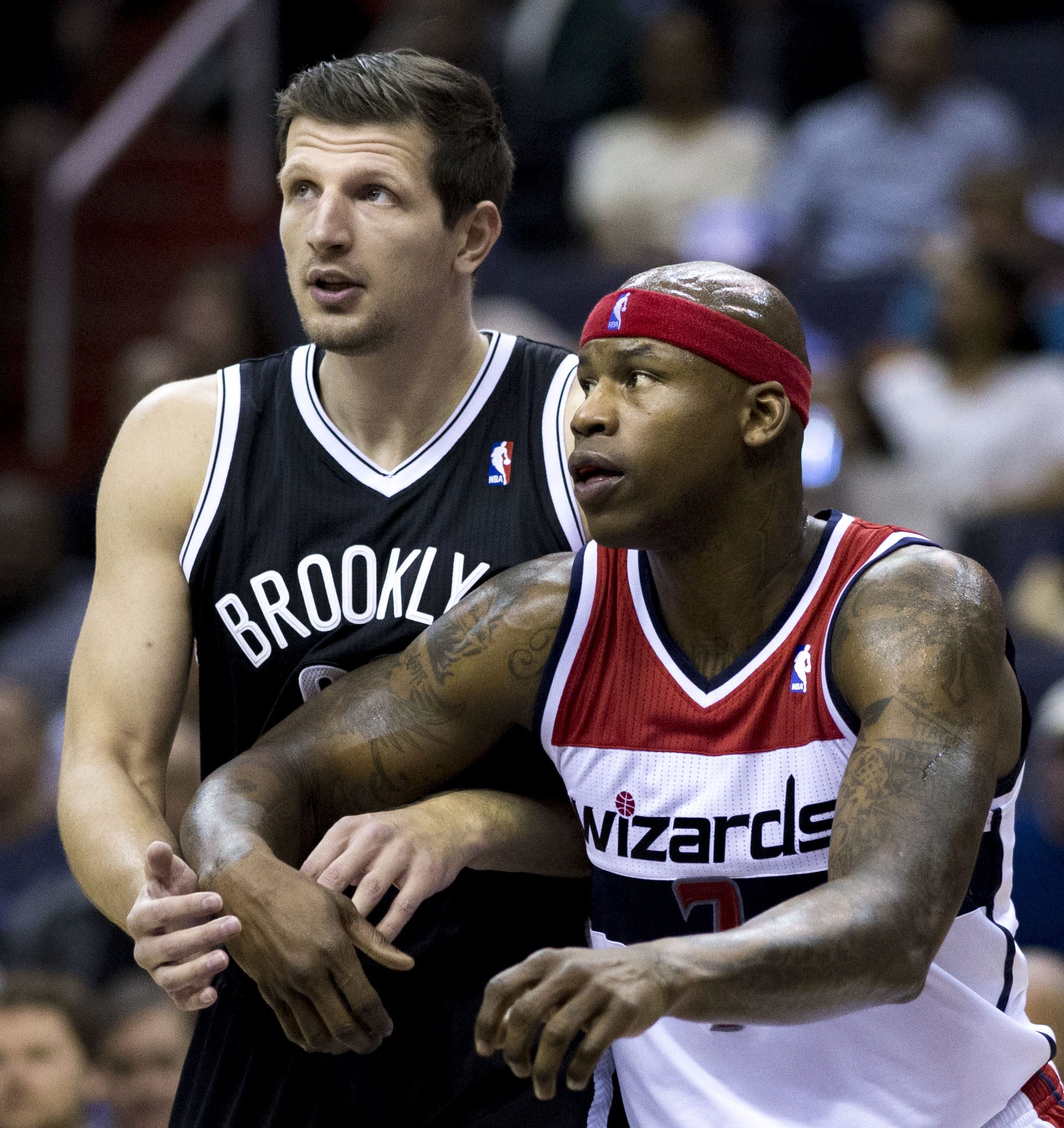
Al Harrington (à droite) en février 2014.

Le 14 août 2013, Harrington signe un contrat avec les Wizards de Washington.
À partir du 12 novembre 2013, Harrington doit s'éloigner des parquets et subit, le 9 décembre 2013, une arthroscopie du genou droit, prolongeant son absence jusqu'à la mi-janvier. Il est remplaçant lors des 37 matchs qu'il a disputés avec Washington, avec des moyennes de 6,6 points et 2,4 rebonds par match. Les Wizards font leur première apparition en playoffs NBA depuis 2008, et Harrington joue dans 7 des 11 matchs de playoffs de l'équipe.
Le 1er juillet 2014, il devient agent libre.

#### Fujian Sturgeons (Août-Nov. 2014)
Le 11 août 2014, Harrington signe avec les Fujian Sturgeons du championnat chinois. Le 25 novembre 2014, l’intérieur de 35 ans est libéré de son contrat par le club chinois de Fujian. Durant son passage en Chine, il a pu montrer qu’il avait de beaux restes avec 32,4 points et 10,7 rebonds de moyenne en CBA. Al Harrington aurait demandé à être libéré car plusieurs équipes NBA l’auraient approché. Vétéran confirmé, il peut devenir une option intéressante en sortie de banc pour des équipes comme Washington, Brooklyn ou encore les Lakers.

#### Retraite
Après son retour aux États-Unis et sans avoir reçu d'offres NBA, Harrington annonce sa retraite du basket-ball professionnel le 18 mars 2015, avec des moyennes de 13,5 points et 5,6 rebonds en 16 ans de carrière qui comprenait des passages dans sept équipes.

#### Sidney Kings (2015)
Le 28 octobre 2015, Harrington sort sa retraite et signe avec les Sydney Kings du championnat australien en remplacement de Josh Childress. Deux jours plus tard, il fait ses débuts pour les Kings, marquant 12 points en étant remplaçant dans une victoire 87 à 78 sur les Townsville Crocodiles. Avec Childress sur le point de revenir d'une blessure, Harrington joue son dernier match avec Sydney le 19 novembre, enregistrant 18 points et 6 rebonds dans une défaite contre les New Zealand Breakers. En six matchs avec les Kings, il a des moyennes de 17,7 points, 6,8 rebonds et 2,7 passes décisives par match.

#### Big 3 (2017)
À l'été 2017, Harrington participe à la saison inaugurale de la ligue de basket-ball BIG3. Il joue pour Trilogy où il est nommé co-capitaine avec son ancien coéquipier Kenyon Martin. L'équipe est invaincue sur la saison avec 10 victoires en autant de rencontres, remportant le premier championnat Big3.

## Statistiques

### Saison régulière
| Saison    | Équipe       | Matchs | Titul. | Min./m | % Tir | % 3pts | % LF | Rbds/m. | Pass/m. | Int/m. | Ctr/m. | Pts/m. |
| --------- | ------------ | ------ | ------ | ------ | ----- | ------ | ---- | ------- | ------- | ------ | ------ | ------ |
| 1998-1999 | Indiana      | 21     | 0      | 7,6    | 32,1  | 0,0    | 60,0 | 1,86    | 0,24    | 0,19   | 0,10   | 2,14   |
| 1999-2000 | Indiana      | 50     | 0      | 17,1   | 45,8  | 23,5   | 70,3 | 3,18    | 0,76    | 0,50   | 0,18   | 6,56   |
| 2000-2001 | Indiana      | 78     | 38     | 24,3   | 44,4  | 14,3   | 65,6 | 4,88    | 1,67    | 0,81   | 0,23   | 7,51   |
| 2001-2002 | Indiana      | 44     | 1      | 29,8   | 47,5  | 33,3   | 79,9 | 6,27    | 1,23    | 0,93   | 0,48   | 13,09  |
| 2002-2003 | Indiana      | 82     | 37     | 30,1   | 43,4  | 28,3   | 77,0 | 6,23    | 1,52    | 0,87   | 0,40   | 12,22  |
| 2003-2004 | Indiana      | 79     | 15     | 30,9   | 46,3  | 27,3   | 73,4 | 6,43    | 1,66    | 1,01   | 0,28   | 13,27  |
| 2004-2005 | Atlanta      | 66     | 66     | 38,6   | 45,9  | 21,6   | 67,2 | 6,98    | 3,15    | 1,29   | 0,24   | 17,55  |
| 2005–2006 | Atlanta      | 76     | 76     | 36,6   | 45,2  | 34,6   | 69,4 | 6,88    | 3,13    | 1,12   | 0,18   | 18,57  |
| 2006–2007 | Indiana      | 36     | 36     | 33,5   | 45,8  | 45,8   | 71,3 | 6,28    | 1,42    | 0,69   | 0,28   | 15,89  |
| 2006–2007 | Golden State | 42     | 42     | 32,3   | 45,6  | 41,7   | 68,1 | 6,43    | 2,33    | 0,95   | 0,33   | 16,98  |
| 2007–2008 | Golden State | 81     | 59     | 27,0   | 43,4  | 37,5   | 77,4 | 5,42    | 1,63    | 0,91   | 0,20   | 13,60  |
| 2008–2009 | Golden State | 5      | 5      | 33,3   | 32,9  | 39,3   | 50,0 | 5,60    | 2,00    | 1,40   | 0,00   | 12,40  |
| 2008–2009 | New York     | 68     | 51     | 35,0   | 44,6  | 36,2   | 80,4 | 6,28    | 1,35    | 1,19   | 0,32   | 20,69  |
| 2009–2010 | New York     | 72     | 15     | 30,5   | 43,5  | 34,2   | 75,7 | 5,62    | 1,53    | 0,86   | 0,36   | 17,72  |
| 2010–2011 | Denver       | 73     | 3      | 22,8   | 41,6  | 35,7   | 73,5 | 4,55    | 1,38    | 0,53   | 0,14   | 10,48  |
| 2011–2012 | Denver       | 64     | 1      | 27,5   | 44,6  | 33,3   | 67,6 | 6,09    | 1,38    | 0,91   | 0,19   | 14,22  |
| 2012–2013 | Orlando      | 10     | 0      | 11,9   | 35,1  | 26,7   | 75,0 | 2,70    | 1,00    | 0,40   | 0,10   | 5,10   |
| 2013–2014 | Washington   | 34     | 0      | 15,0   | 39,6  | 34,0   | 77,1 | 2,35    | 0,82    | 0,41   | 0,00   | 6,62   |
| Carrière  |              | 981    | 445    | 28,5   | 44,4  | 35,2   | 72,7 | 5,59    | 1,68    | 0,87   | 0,25   | 13,49  |

### Playoffs
| Saison   | Équipe       | Matchs | Titul. | Min./m | % Tir | % 3pts | % LF | Rbds/m. | Pass/m. | Int/m. | Ctr/m. | Pts/m. |
| -------- | ------------ | ------ | ------ | ------ | ----- | ------ | ---- | ------- | ------- | ------ | ------ | ------ |
| 2001     | Indiana      | 3      | 0      | 13,3   | 15,4  | 0,0    | 50,0 | 1,33    | 1,00    | 0,00   | 0,00   | 1,67   |
| 2003     | Indiana      | 6      | 0      | 17,2   | 21,2  | 0,0    | 66,7 | 3,67    | 0,83    | 1,00   | 0,50   | 3,00   |
| 2004     | Indiana      | 16     | 2      | 26,7   | 42,9  | 40,0   | 54,5 | 6,38    | 0,75    | 1,44   | 0,56   | 9,50   |
| 2007     | Golden State | 11     | 5      | 23,8   | 39,8  | 39,5   | 63,3 | 4,64    | 0,55    | 0,45   | 0,64   | 10,18  |
| 2011     | Denver       | 5      | 0      | 13,9   | 45,5  | 50,0   | 75,0 | 1,40    | 1,00    | 0,60   | 0,00   | 5,60   |
| 2012     | Denver       | 7      | 0      | 23,2   | 32,0  | 28,6   | 66,7 | 4,29    | 0,86    | 0,43   | 0,14   | 9,71   |
| 2014     | Washington   | 7      | 0      | 8,5    | 40,0  | 0,0    | 71,4 | 2,29    | 0,00    | 0,43   | 0,00   | 2,43   |
| Carrière |              | 55     | 7      | 20,4   | 37,4  | 31,7   | 60,5 | 4,22    | 0,67    | 0,78   | 0,36   | 7,27   |

## Records personnels sur une rencontre en NBA
Les records personnels d'Al Harrington, officiellement recensés par la NBA sont les suivants :
| Type de statistique        | Saison régulière | Saison régulière                  | Saison régulière                 | Playoffs | Playoffs                                    | Playoffs                    |
| Type de statistique        | Record           | Adversaire                        | Date                             | Record   | Adversaire                                  | Date                        |
| -------------------------- | ---------------- | --------------------------------- | -------------------------------- | -------- | ------------------------------------------- | --------------------------- |
| Points                     | 42               | 76ers de Philadelphie             | 31 octobre 1999                  | 24       | Jazz de l'Utah @ Lakers de Los Angeles      | 13 mai 2007 12 mai 2012     |
| Paniers marqués            | 17               | Pistons de Détroit                | 14 mars 2005                     | 9        | @ Celtics de Boston @ Lakers de Los Angeles | 23 avril 2004 12 mai 2012   |
| Paniers tentés             | 29               | Timberwolves du Minnesota         | 20 février 2012 10 janvier 2018  | 18       | @ Lakers de Los Angeles                     | 12 mai 2012                 |
| Paniers à 3 points réussis | 7                | @ Jazz de l'Utah                  | 20 mars 2007                     | 4        | 3 fois                                      |                             |
| Paniers à 3 points tentés  | 13               | @ Bulls de Chicago                | 17 décembre 2009                 | 10       | Jazz de l'Utah @ Lakers de Los Angeles      | 13 mai 2007 12 mai 2012     |
| Lancers francs réussis     | 15               | @ Nets du New Jersey              | 10 décembre 2008                 | 7        | @ Celtics de Boston                         | 25 avril 2004               |
| Lancers francs tentés      | 16               | @ Nets du New Jersey              | 10 décembre 2008                 | 9        | @ Celtics de Boston Mavericks de Dallas     | 25 avril 2004 27 avril 2007 |
| Rebonds offensifs          | 9                | Magic d'Orlando Celtics de Boston | 17 décembre 2003 22 janvier 2005 | 6        | Celtics de Boston @ Mavericks de Dallas     | 17 avril 2004 22 avril 2007 |
| Rebonds défensifs          | 15               | @ Jazz de l'Utah                  | 29 mars 2010                     | 9        | Celtics de Boston                           | 20 avril 2004               |
| Rebonds totaux             | 17               | Pistons de Détroit                | 14 mars 2005                     | 13       | Celtics de Boston                           | 20 avril 2004               |
| Passes décisives           | 9                | 4 fois                            |                                  | 3        | Celtics de Boston                           | 29 avril 2003 17 avril 2004 |
| Interceptions              | 7                | Heat de Miami                     | 31 décembre 2001                 | 5        | Pacers de l'Indiana                         | 17 avril 2004               |
| Contres                    | 4                | @ Hawks d'Atlanta                 | 16 février 2003                  | 3        | Heat de Miami                               | 6 mai 2004                  |
| Balles perdues             | 9                | @ Knicks de New York              | 15 mars 2006                     | 6        | Heat de Miami                               | 8 mai 2004                  |
| Minutes jouées             | 54               | @ Rockets de Houston              | 13 mars 2001                     | 38       | @ Mavericks de Dallas                       | 22 avril 2007               |

- Double-double : 105 (dont 2 en playoffs)
- Triple-double : 0.

## Salaires
| Année       | Équipe                   | Salaire      |
| ----------- | ------------------------ | ------------ |
| 1998-1999   | Pacers de l'Indiana      | 543 000 $    |
| 1999-2000   | Pacers de l'Indiana      | 745 800 $    |
| 2000-2001   | Pacers de l'Indiana      | 797 880 $    |
| 2001-2002   | Pacers de l'Indiana      | 1 416 982 $  |
| 2002-2003   | Pacers de l'Indiana      | 5 060 000 $  |
| 2003-2004   | Pacers de l'Indiana      | 5 692 500 $  |
| 2004-2005   | Hawks d'Atlanta          | 6 325 000 $  |
| 2005-2006   | Hawks d'Atlanta          | 6 957 500 $  |
| 2006-2007   | Warriors de Golden State | 7 625 000 $  |
| 2007-2008   | Warriors de Golden State | 8 425 625 $  |
| 2008-2009   | Knicks de New York       | 9 226 250 $  |
| 2009-2010   | Knicks de New York       | 10 026 875 $ |
| 2010-2011   | Nuggets de Denver        | 5 765 000 $  |
| 2011-2012   | Nuggets de Denver        | 6 226 200 $  |
| 2012-2013   | Magic d'Orlando          | 6 687 400 $  |
| 2013-2014   | Magic d'Orlando          | 3 574 300 $  |
| 2013-2014   | Wizards de Washington    | 1 399 507 $  |
| 2014-2015*  | Magic d'Orlando          | 3 805 000 $  |
| Total Gains |                          | 90 319 819 $ |

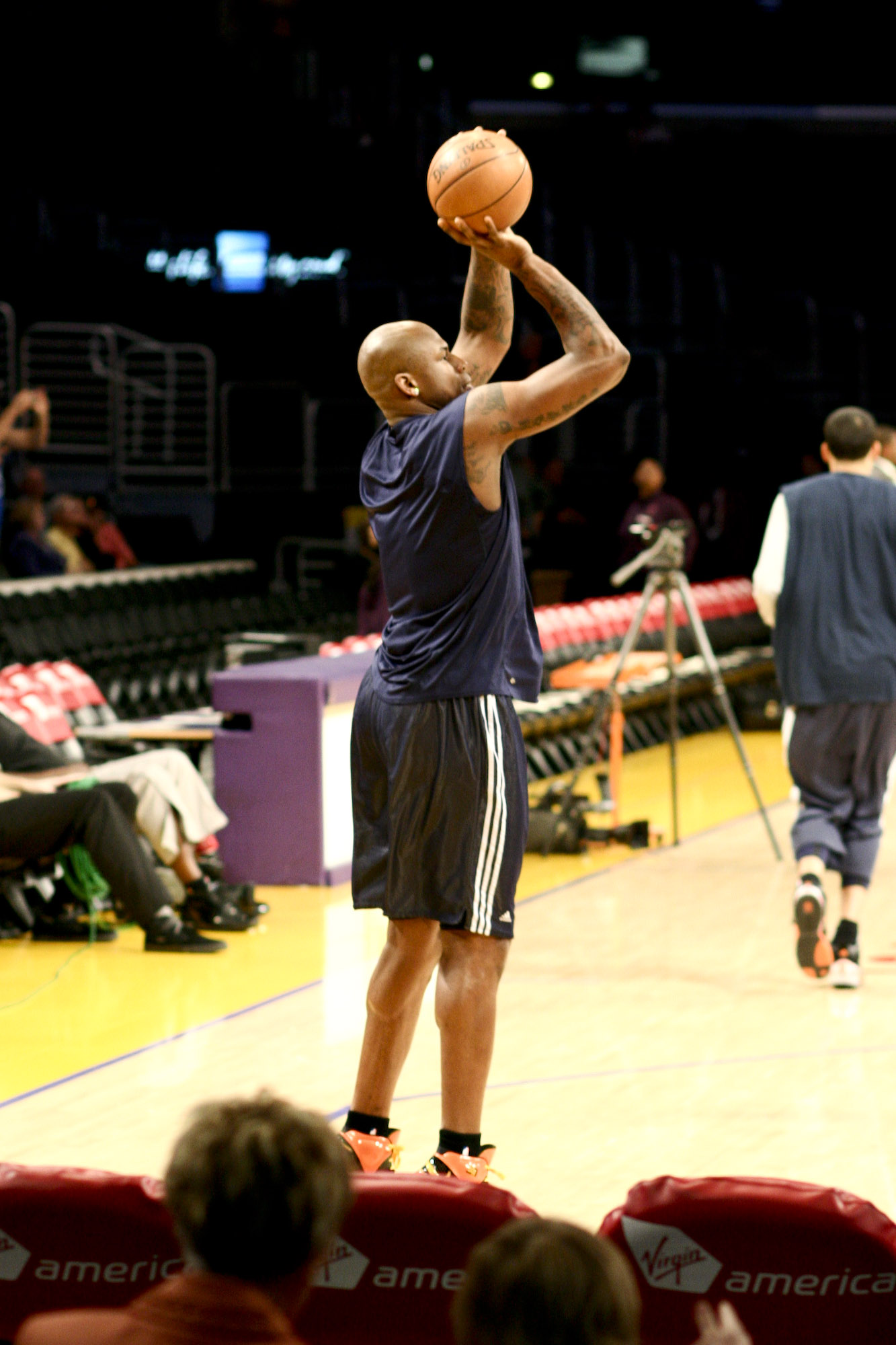
Al Harrington en mars 2008.

Note : * Pour la saison 2014-2015, le salaire moyen d'un joueur évoluant en NBA est de 4 500 000 $.